# Nunciella tasmaniensis
Nunciella tasmaniensis is een hooiwagen uit de familie Triaenonychidae.